# Киленин, Владимир Николаевич
Владимир Николаевич Киленин (1890—1920) — русский офицер, герой Первой мировой войны, участник Белого движения.

## Биография
Сын генерал-майора Николая Александровича Киленина (1860—1926). Уроженец Ломжинской губернии.
Окончил 2-й кадетский корпус (1909) и Константиновское артиллерийское училище (1912), откуда выпущен был подпоручиком в 9-ю конно-артиллерийскую батарею, с которой и вступил в Первую мировую войну. Произведен в поручики 31 августа 1914 года «за выслугу лет» За боевые отличия награжден всеми орденами до ордена Св. Владимира 4-й степени включительно. Произведен в штабс-капитаны 27 декабря 1915 года «за отличия в делах против неприятеля», в капитаны — 25 июля 1917 года. Приказом по 12-й армии от 29 октября 1917 года награждён орденом Св. Георгия 4-й степени.
В Гражданскую войну участвовал в Белом движении. В Вооруженных силах Юга России состоял в Александрийском гусарском полку, произведен в подполковники 18 апреля 1920 года. В Русской армии — полковник 1-го кавалерийского полка. Награждён орденом Св. Николая Чудотворца
За то, что в бою 10 августа 1920 года, при атаке хутора близ дер. Новой-Николаевки, он, заметив трудное положение остальных эскадронов своего полка, во фланг коим наступали части красных, выдвинутые из резерва, посадил свой эскадрон на коней под огнем противника, атаковал в конном строю резервы красных и привел их в расстройство, чем дал возможность полку продолжать свою задачу. Во время этой атаки был тяжело ранен в живот и вскоре скончался, смертью запечатлев свой подвиг.

## Награды
- Орден Святого Станислава 3-й ст. с мечами и бантом (ВП 4.03.1915)
- Орден Святой Анны 3-й ст. с мечами и бантом (ВП 15.04.1915)
- Орден Святого Владимира 4-й ст. с мечами и бантом (ВП 27.07.1915)
- Орден Святой Анны 4-й ст. с надписью «за храбрость» (ВП 25.08.1915)
- Орден Святого Станислава 2-й ст. с мечами (ВП 25.10.1916)
- Орден Святой Анны 2-й ст. с мечами (ВП 10.02.1917)
- Орден Святого Георгия 4-й ст. (Приказ по 12-й армии от 29 октября 1917 года, № 1035)
- Орден Святителя Николая Чудотворца (Приказ Главнокомандующего № 3705, 7/20 октября 1920)